# Labus angularis
Labus angularis är en stekelart som beskrevs av Vecht 1935. Labus angularis ingår i släktet Labus och familjen Eumenidae. Inga underarter finns listade i Catalogue of Life.